# Puig de Son Corró
El puig de Son Corró és una muntanya de 135m del municipi de Campanet a Mallorca.
Està situada entre el puig de Sant Miquel i el puig de na Vissa, al nord-est de la vila de Campanet. En un dels seus vessants hi podem trobar les cases de la possessió de Son Corró. A la vora hi passa el torrent de Sant Miquel i el camí de les Coves. Per Son Corró hi passava la via romana que comunicava Palma i Pol·lència, on existia un pont romà que creuava el torrent de Sant Miquel.
El puig de Son Corró, destaca per la presència de restes arqueològiques en el cim, on ara hi ha el mirador del puig de Son Corró. El mirador de pedra en sec, es va construir damunt les ruïnes prehistòriques d'un talaiot, el Talaiot de Son Corró.
L'entorn del puig és declarat zona ANEI.